# Hubertus Prinz zu Löwenstein-Wertheim-Freudenberg

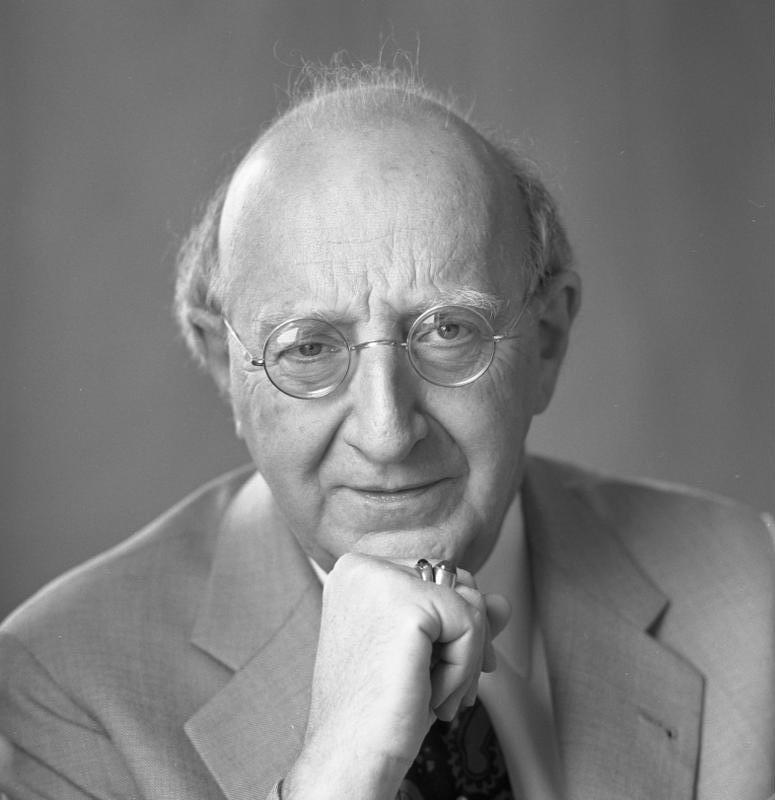
Hubertus Prinz zu Löwenstein-Wertheim-Freudenberg (1971)

Hubertus Friedrich Prinz zu Löwenstein-Wertheim-Freudenberg (* 14. Oktober 1906 auf Schloss Schönwörth, Tirol, Österreich-Ungarn; † 28. November 1984 in Bonn, Bundesrepublik Deutschland) war ein deutscher Journalist, Schriftsteller und Politiker (FDP, ab 1957 DP, ab 1958 CDU).

## Familie

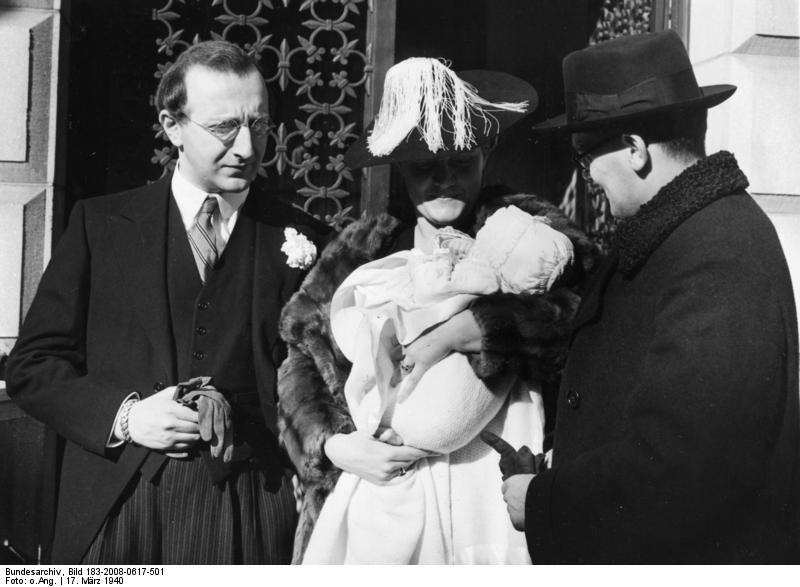
Hubertus Prinz zu Löwenstein-Wertheim-Freudenberg (links) mit seiner Frau (1940)

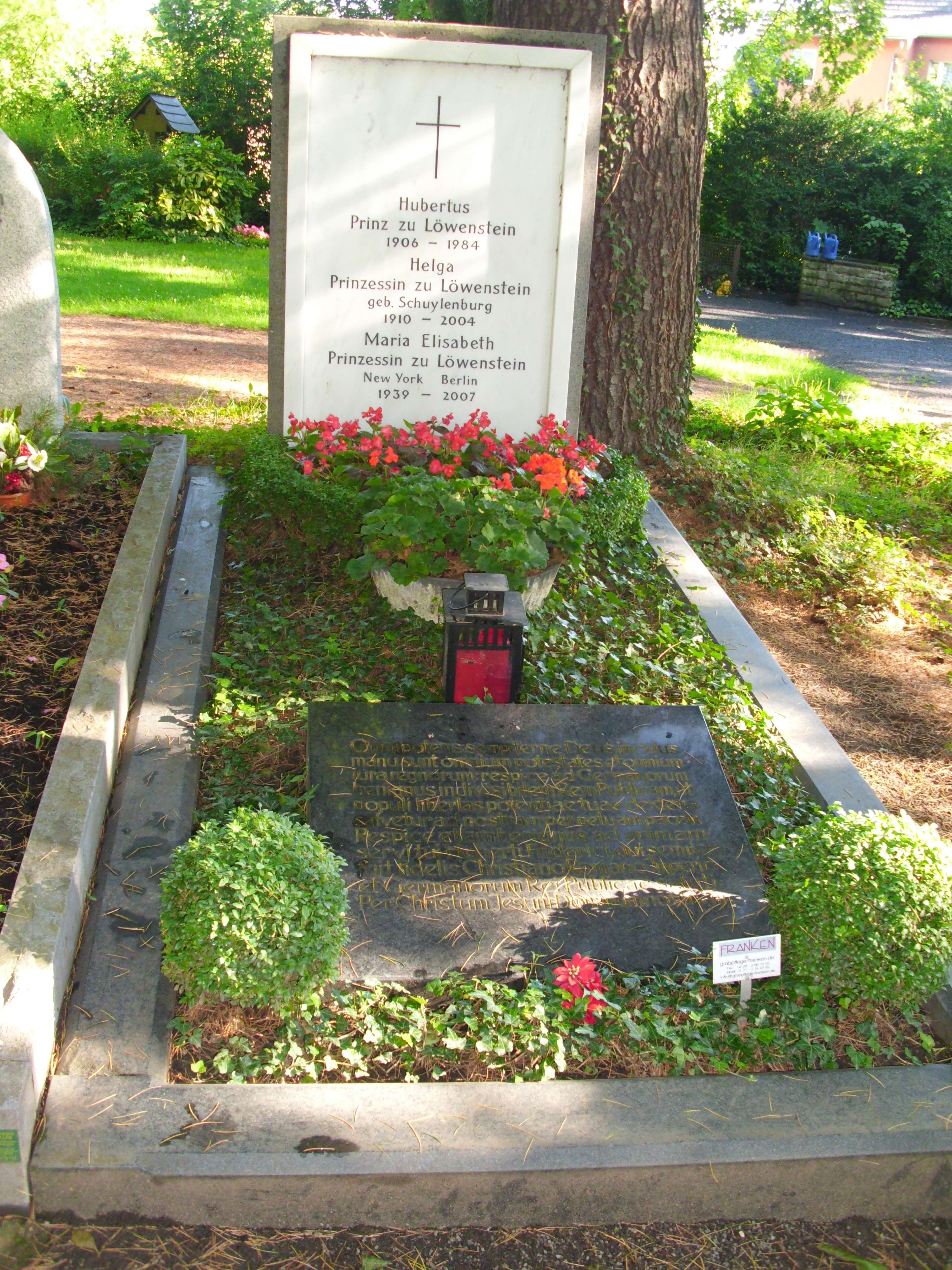
Prinz Löwensteins Grab auf dem Burgfriedhof in Bad Godesberg

Hubertus stammte aus der hochadligen Familie Löwenstein-Wertheim. Er war der jüngste Sohn von Maximilian Graf von Löwenstein-Scharffeneck (1871–1952) und Constance Freiin von Worms (1871–1963). Die Ehe der Eltern wurde 1912 geschieden; 1915 heiratete der Vater Adelheid Freiin von Berlichingen (1883–1970). Hubertus hatte zwei Schwestern und zwei Brüder. Er führte den Namen Prinz zu Löwenstein-Wertheim-Freudenberg.

## Leben
Die Kindheit auf Schönwörth und in Gmunden wurde überschattet von der Scheidung seiner Eltern und Auswirkungen des Ersten Weltkriegs. Nach Schulbesuch in Gmunden, Bamberg, Würzburg, Pasing und Klagenfurt begann Prinz zu Löwenstein-Wertheim-Freudenberg ab 1924 an der Ludwig-Maximilians-Universität München Rechts- und Staatswissenschaften zu studieren. Er wurde Mitglied der Herminonia im Schwarzburgbund. Als immer mehr Herminonen mit dem Nationalsozialismus sympathisierten, trat er aus. Er wechselte an die Universität Hamburg, die Universität Genf und die Friedrich-Wilhelms-Universität zu Berlin. Am 4. April 1929 heiratete er in Palermo Helga von Schuylenburg (1910–2004); aus der Ehe gingen drei Töchter hervor. Nach dem Referendariat beim Kammergericht wurde er 1931 zum Dr. iur. promoviert. Der überzeugte Republikaner wies bereits in seiner Doktorarbeit auf die Gefahren Hitlers hin. Nach seiner Promotion wurde Prinz Löwenstein Leitartikler der Vossischen Zeitung, des Berliner Tageblatts und des Berliner Börsen-Couriers. Nach einem gegen die Nationalsozialisten gerichteten Leitartikel in der Vossischen Zeitung wurde er als der „rote Prinz“ bekannt.
1933 emigrierte er nach Österreich. In den Jahren 1934 und 1935 war er Chefredakteur und Herausgeber der kurzlebigen Wochenzeitung Das Reich – Wochenzeitung für deutsche Politik in Saarbrücken. Diese erschien als Teil der Kampagne zur Saarabstimmung am 13. Januar 1935 nur in vier Ausgaben vom 6. Dezember 1934 bis 5. Januar 1935 bei einer Auflage von anfangs 10.000, zuletzt 40.000 Exemplaren. Löwenstein sprach sich gegen die Rückgliederung des Saargebietes in das nationalsozialistische Deutschland und für die Verlängerung des Völkerbund-Mandates aus, mit dem Ziel, in Saarbrücken eine deutsche Exil-Regierung zu bilden.
Nach Erscheinen seines Buches After Hitler’s fall — Germany’s coming Reich wurde ihm am 3. November 1934 die deutsche Staatsangehörigkeit entzogen. 1935 ging er nach England, 1936 in die USA, wo er eine Professur für Staatsrecht und Geschichte erhielt und bereits 1935 die American Guild for German Cultural Freedom und die ihr angeschlossene Deutsche Akademie der Künste und Wissenschaften im Exil gegründet hatte. Die Liga setzte sich aktiv für die Republik im Spanischen Bürgerkrieg ein. Dem nach Frankreich geflohenen Historiker Helmut Hirsch und seiner Frau verschaffte er 1941 „in letzter Minute“ ein Notvisum in die USA und rettete ihnen so vermutlich das Leben.
Prinz Löwenstein kehrte 1946 nach Deutschland zurück und wurde 1947 Leiter der Caritas-Pressestelle in Bremen. 1947 erhielt er einen Lehrauftrag für Geschichte und Staatsrecht an der Ruprecht-Karls-Universität Heidelberg. Publizistisch trat er für eine Erneuerung der Reichsidee ein und gründete dazu 1947 die „Deutsche Aktion“, deren Vorsitzender er von 1948 bis 1957 war. Am 16. April 1950 forderte er bei einer Kundgebung in Holzminden, dass der „nationale Notstand“ erklärt wird, da Deutschland vor dem Untergang stehe. Er verurteilte dabei die Demontagen in den Besatzungszonen als Verbrechen gegen das Völkerrecht.
1950/51 beteiligte er sich an Aktionen zur Freigabe Helgolands. Anschließend setzte er sich für die Rückkehr des Saarlandes nach Deutschland ein. Er war Mitbegründer des Deutschen Saarbundes und Mitherausgeber der Deutschen Saarzeitung.
Für Die Zeit war er von 1951 bis 1953 Leiter der süddeutschen Redaktion. Am 31. Oktober 1956 reiste Löwenstein während des ungarischen Volksaufstands nach Budapest, um die Aufständischen zu unterstützen und durch seine Anwesenheit zu bekunden, dass die bundesdeutsche Öffentlichkeit an der Seite der Aufständischen stehe. Er sprach im Rundfunk und traf sich mit Regierungsmitgliedern und dem lange inhaftierten Kardinal József Mindszenty. Nach dem Einmarsch der sowjetischen Truppen wurde er festgenommen, mehrfach verhört und schließlich abgeschoben. Von 1960 bis 1963 war er Stadtverordneter in Bad Godesberg. 1960 bis 1971 war er Sonderberater des Presse- und Informationsamts der Bundesregierung. Von 1973 bis 1984 war er Präsident des Freien Deutschen Autorenverbandes.
Mit 78 Jahren gestorben, wurde Prinz Löwenstein auf dem Burgfriedhof in Bad Godesberg beigesetzt.

## Politik
Während der Weimarer Republik gehörte Löwenstein der Deutschen Zentrumspartei an. In der  Nachkriegszeit in Deutschland schloss er sich zunächst der FDP an, für die er von 1953 bis 1957 im Deutschen Bundestag saß. Nachdem die Freie Volkspartei, eine Abspaltung der FDP von 1956, der Deutschen Partei beigetreten war, verließ auch er am 6. Juni 1957 die FDP. Am 25. Juni 1957 wurde Löwenstein selbst Mitglied der Deutschen Partei und deren saarländischer Landesvorsitzender. Bei der Bundestagswahl 1957 verpasste er den Wiedereinzug in das Parlament, da die Deutsche Partei im Saarland lediglich 0,7 % der Stimmen errang. In späteren Jahren war er Mitglied der Christlich Demokratischen Union Deutschlands.
Außerdem war Löwenstein in der Zeit der Weimarer Republik Mitglied des Reichsbanners Schwarz-Rot-Gold, einer überparteilichen Organisation, getragen vor allem von SPD, DDP und Zentrumspartei. Löwenstein baute im Gau Berlin-Brandenburg deren Kinderorganisation für 10- bis 14-jährige Jungen, den „Vortrupp Schwarz-Rot-Gold“, als Vorstufe zum Jungbanner auf. Er gehörte zur Minderheit des Reichsbanners, die das „charismatische Führerprinzip“ befürwortete, und bezog bündische Elemente intensiv in die Vortrupp-Arbeit mit ein. Auch nach dem Krieg engagierte er sich in dem 1968 neugegründeten Reichsbanner und war von 1979 bis zu seinem Tod Bundesvorsitzender des von Sozialdemokraten dominierten Verbandes.

## Ehrungen

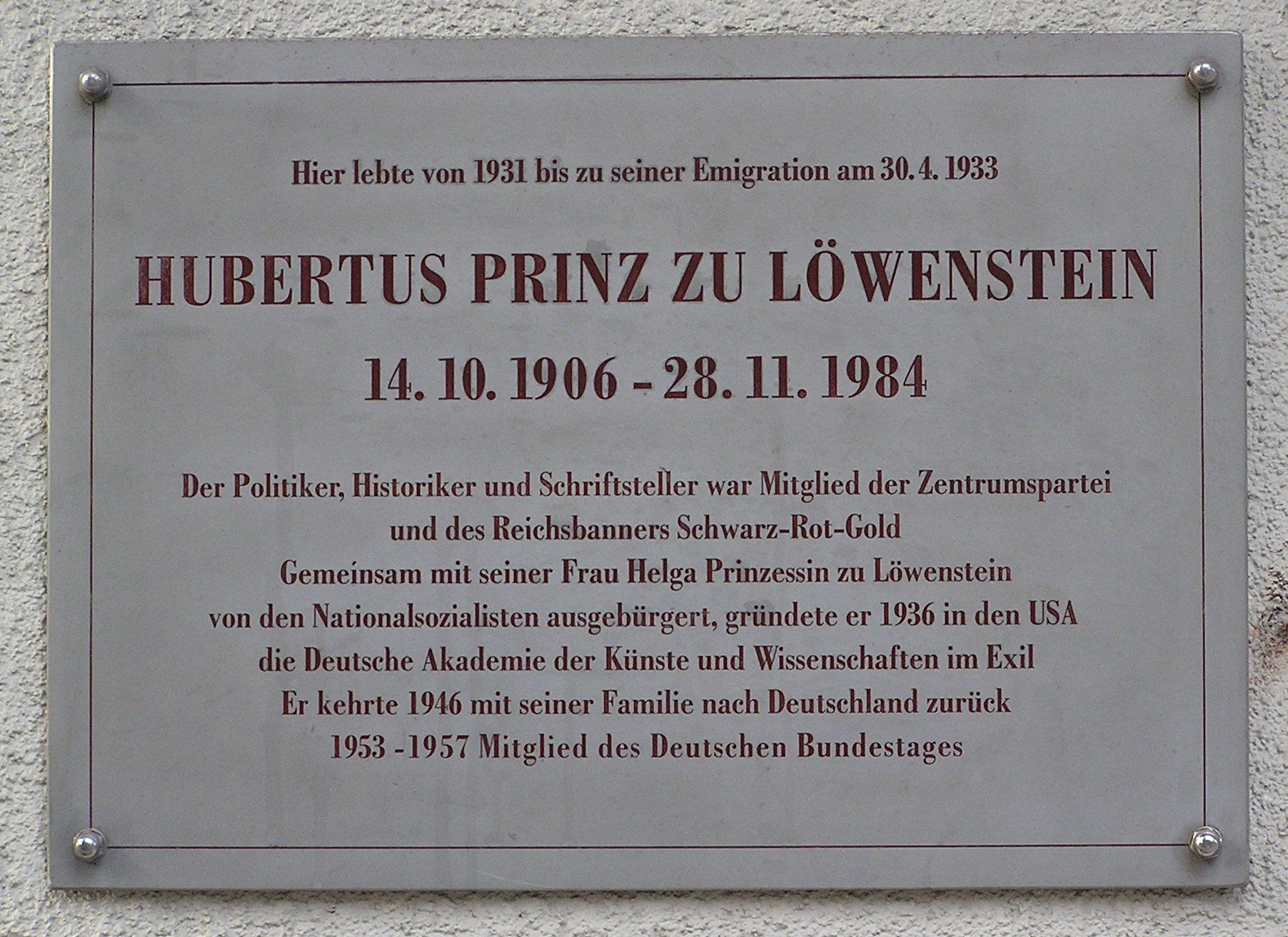
Gedenktafel in der Berliner Neuen Kantstraße

- Ehrendoktor (Litt. D. h. c.) der Hamline University
- St.-Sava-Orden, Großkreuz (1966)
- Großes Bundesverdienstkreuz (1968)
- Verdienstorden der Italienischen Republik, Komturkreuz (1970)
- Saarländischer Verdienstorden (1980)[14]
- Großes Bundesverdienstkreuz mit Stern (1982)
- Außerordentlicher Alter Herr (Ehrenmitglied) des Bonner VDSt im Verband der Vereine Deutscher Studenten (1984)

## Werke
Neben zahlreichen Büchern und Artikeln zu politischen Fragen und einer mehrfach neu aufgelegten Deutschen Geschichte verfasste Löwenstein auch historische Romane über Personen des römischen Reichs. Das Buch Capri für Kenner resultierte aus seinen jährlichen Besuchen von Capri und seiner Freundschaft zu Roger Peyrefitte.

### Historisch-politische Schriften
- Die Tragödie eines Volkes. Deutschland 1918–1934. Steenuil-Verlag, Amsterdam 1934.(Inhaltsverzeichnis)
- After Hitler's fall — Germany's coming Reich. Faber&Faber, London 1934.
- Deutsche Geschichte. Scheffler, Frankfurt am Main 1951. 8. Auflage, Herbig, München, 1984, ISBN 3-7766-0920-6.
- Stresemann. Das deutsche Schicksal im Spiegel seines Lebens. Scheffler, Frankfurt am Main 1952.
- Kleine Deutsche Geschichte. Scheffler, Frankfurt am Main 1953.
- mit Volkmar von Zühlsdorff: Deutschlands Schicksal 1945–1957. Athenäum, Bonn 1957.
- mit Volkmar von Zühlsdorff: Die Verteidigung des Westens. Athenäum, Bonn 1960.
- Botschafter ohne Auftrag. Lebensbericht. Droste, Düsseldorf 1972, ISBN 3-7700-0316-0.
- Capri für Kenner. Langen-Müller, München 1979, ISBN 3-7844-1724-8.
- Rom. Reich ohne Ende. Propyläen, Frankfurt am Main 1979, ISBN 3-549-05356-8.

### Romane
- Die Lanze des Longinus. Kerle, Heidelberg 1948.
- Der Adler und das Kreuz. Legende. Kerle, Heidelberg 1950.
- Seneca – Kaiser ohne Purpur. Philosoph, Staatsmann und Verschwörer. Langen-Müller, München 1975, ISBN 3-7844-1573-3.
- Tiberius. Der Republikaner auf dem Cäsarenthron. Langen-Müller, München 1977.
- Traianus. Weltherrscher im Aufgang des Christentums. Langen Müller, München 1981, ISBN 3-7844-1905-4.
- Konstantin der Große. Schöpfer des christlichen Europa. Langen Müller, München 1983, ISBN 3-7844-1994-1.
- Alabanda oder der deutsche Jüngling in Griechenland. Langen Müller, München 1986, ISBN 3-7844-2092-3.